# Екельчик, Юрий Израилевич
Ю́рий Изра́илевич Еке́льчик (5 [18] сентября 1907, Минск — 17 апреля 1956, Москва) — советский кинооператор. Лауреат двух Сталинских премий первой степени (1942, 1950).

## Биография
Родился 5 (18) сентября 1907 года в Минске. В 1930 году окончил кинотехникум в Одессе (операторское отделение). По окончании учёбы работал на Киевской киностудии бытовой драмы. Один из сподвижников А. П. Довженко. Автор книги «Изобразительное мастерство в фотографии» (1951).
Член ВКП(б) с 1946 года.
Скончался 17 апреля 1956 года. Похоронен в Москве на Введенском кладбище (участок № 17).

## Фильмография
- 1931 — Последний каталь
- 1932 — Иван (совм. с Д. Демуцким и М. Глидером)
- 1934 — Хрустальный дворец
- 1934 — Большая игра, или Вера Филеаса Чендлера
- 1936 — Строгий юноша
- 1939 — Щорс
- 1940 — Освобождение (документальный; совм. с Г. Александровым, Н. Быковым, Ю. Тамарским)
- 1941 — Богдан Хмельницкий
- 1942 — Боевой киносборник № 9 (новелла «Квартал № 14»)
- 1942 — Левко (короткометражный)
- 1942 — Партизаны в степях Украины
- 1942 — Юные партизаны
- 1944 — Свадьба
- 1947 — Весна
- 1948 — Сталинградская битва
- 1951 — Прощай, Америка!
- 1952 — Ревизор
- 1954 — Мы с вами где-то встречались
- 1955 — Первый эшелон (закончен С. Урусевским)

## Награды и премии
- Сталинская премия первой степени (1942) — за фильм «Богдан Хмельницкий»[3][5]
- Сталинская премия первой степени (1950) — за фильм «Сталинградская битва»[3]

## Комментарии
1. ↑  В Кино. Энциклопедическом словаре 1987 года ошибочно приводится Киевский киноинститут и год окончания — 1931.
2. ↑  В справочнике «Операторы Советского кино» 2011 года указывается дата смерти — 24 апреля 1956.